# كاثرين ولف بروس
كاثرين ولف بروس (بالإنجليزية: Catherine Wolfe Bruce)‏ هي عالمة فلك أمريكية، ولدت في 22 يناير 1816 في مانهاتن في الولايات المتحدة، وتوفيت في 13 مارس 1900 في نيويورك في الولايات المتحدة.

## وصلات خارجية
- كاثرين ولف بروس على موقع إن إن دي بي (الإنجليزية)